# Christoph Hackelsberger
Christoph Hackelsberger (* 9. Dezember 1931 in Freiburg im Breisgau; † 28. Mai 2012) war ein deutscher Architekt und Journalist.

## Werdegang
Hackelsberger wurde 1931 in Freiburg/Breisgau geboren. Die Eltern sind Albert Hackelsberger MdR († in Haft September 1940) und Helene Hackelsberger, geborene van Eyck.
Seit 1960 selbständig als freischaffender Architekt, Tätigkeitsbereiche: Industriebau, Sozialbauten für Kinder, Alte und Behinderte, „Neues Bauen in alter Umgebung“, Restaurierung historischer Bauten.
Er lebte in München. In zahlreichen Buchpublikationen und Vorträgen setzte er sich kritisch mit allen Phänomenen des Bauens auseinander. Er schrieb über fast drei Jahrzehnte Architekturkritiken für die Süddeutsche Zeitung, die Frankfurter Allgemeine Zeitung und die Welt am Sonntag sowie Beiträge zu Fragen des Bauens und der Baupolitik in verschiedenen Fachzeitschriften. 1992 wurde er Honorarprofessor an der Akademie der Bildenden Künste München sowie Mitglied der Europäischen Akademie der Wissenschaften und Künste.
Er hat sich intensiv mit der Architektur von Zweck- und Militärbauten auseinandergesetzt, so dem Atlantikwall, der Festung Franzensfeste, Flughafen, Brücken und U-Bahn-Stationen etwa in München und verschaffte dem dabei verwendeten Baustoff Beton und seiner Faszination und Einsatzmöglichkeiten eine höhere Aufmerksamkeit und eigene Positionierung. Hackelsberger war ein ausgesprochener Kritiker der freistaatlichen Denkmalpflege. Vielen Bauten der 1950er Jahre sprach er als „aufgeschobene Moderne“ die Qualität ab.
Seine 2006 erschienene Beschreibung der Architektur Detlef Schreibers, einem Erben Mies van der Rohes, handelt auch von vielen der bevorzugten Themen Hackelsbergers. Ein moderner Zweck- und Wohnungsbau beschäftigte ihn, nicht das Bauen Stein um Stein, sondern die Möglichkeit typisierten, modularen und vorgefertigten Bauens und der zugehörigen ingenieurtechnischen Grundlagen sowie wie auch die intensive Auseinandersetzung mit seiner Heimatstadt München, deren Stadtentwicklung und Stadtsilhouette.

## Ämter und Kommissionen
- 1972–1974: Landesvorsitzender des BDA Bayern
- 1990–1992: Gastprofessur an der Akademie der Bildenden Künste, München, 1992 Honorarprofessor
- 1987–1990: Mitglied des Beirats für Stadtgestaltung, Berlin
- 1987–1991: Mitglied des Gestaltungsbeirats der Stadt Salzburg
- 1991–1999: Mitglied des Stadtgestaltungsbeirats Ingolstadt (Gründungsmitglied)
- Seit 1992: Mitglied der Academia Scientiarum et Artium Europaea

## Auszeichnungen
- 1977: BDA Preis Bayern für St. Martin, Meckenhausen[2]
- 1979: Promotion zum Doktor der Ingenieurwissenschaften an der Technischen Universität München.
- 1980: BDA Preis für Architekturkritik
- 1983: Förderungspreis Baukunst der Berliner Akademie der Künste
- 1989: Denkmalprämierung Mittelfranken für Fachkrankenhaus, Weihersmühle

## Veröffentlichungen
Bücher
- Das k.k. österreichische Festungsviereck in Lombardo-Venetien. Ein Beitrag zur Wiederentdeckung der Zweckarchitektur des 19.Jahrhunderts, Deutscher Kunstverlag, München 1980. ISBN 978-3-422-00795-6.
- Ein Architekt sieht München (24 kritische und positive Beiträge zur städtebaulichen und architektonischen Maßnahmen in und um München), Hugendubel Verlag, München 1981.
- München und seine Isarbrücken, Hugendubel Verlag, München 1981.
- Plädoyer für eine Befreiung des Wohnens aus den Zwängen sinnloser Perfektion, Bauwelt Fundamente Bd. 68, Vieweg Verlag, Braunschweig 1983.
- Zeit im Aufriss. Architektur in Bayern nach 1945. Ausstellungskatalog 1983.
- Die aufgeschobene Moderne. Ein Versuch zur Einordnung der Architektur der Fünfziger Jahre. Deutscher Kunstverlag, München 1985.
- Lebensraum Stadt. Nachdenken über Stadt heute und morgen. Karl Krämer Verlag, Stuttgart 1985.
- Zweitausendzwölf. Eigensinniges zu Architektur und Gesellschaft um die Jahrtausendwende. Ernst Verlag, Berlin 1986.
- Die k.k. Franzensfeste: ein Monumentalwerk der Befestigungskunst des 19. Jahrhunderts. Deutscher Kunstverlag, München 1986, ISBN 978-3-422-00795-6.
- Beton – Stein der Weisen? Nachdenken über einen Baustoff, Bauwelt Fundamente Bd. 79, Vieweg Verlag, Braunschweig 1988.
- Hundert Jahre deutsche Wohnmisere und kein Ende? (= Bauwelt Fundamente, Band 91), Vieweg, Braunschweig 1990, ISBN 3-528-08791-9.
- Architektur eines labilen Jahrhunderts. Kritische Beiträge aus zwei Jahrzehnten, Deutscher Kunstverlag, München 1991.
- U-Bahn Architektur in München – Subway Architecture in Munich, Prestel, München 1997.
- Messe München, Prestel, München 1998.
- Obermeyer, Planen und Beraten, München 2000.
- Broschüre Messeerweiterung, München 2001
- Türme sind Träume: der Killesbergturm von Jörg Schlaich, mit einem Essay von Christoph Hackelsberger, Redaktion Petra Kiedaisch, avedition, Ludwigsburg 2001, ISBN 3-929638-51-7.
- Flughafen München, Terminal 2, München 2004.
- Ulrike Schreiber (Hrsg.): Detlef Schreiber. Architekt und Stadtplaner. Junius Verlag, Hamburg 2006 mit einem Essay von Christoph Hackelsberger

Zeitschriftenaufsätze
- Deutsch sein als Auftrag und Sendung: Paul Schmitthenner. In: Bauwelt. 3/1985, S. 79–83
- Architektur kritisch: Neue Staatsgalerie Stuttgart. In: Der Architekt. 7–8/1984, S. 343–348
- mit Peter C. von Seidlein: Bayern, Westufer des Orientalischen. In: Der Architekt. 6/1990, S. 293–298
- Architekten und Wohnungsbau. In: Deutsches Architektenblatt. 1/1992, S. 73–79